# Junodia lameyi
Junodia lameyi es una especie de mantis de la familia Hymenopodidae.

## Distribución geográfica
Se encuentra en Angola, Costa de Marfil, Ghana, Guinea, Camerún y río Congo.